# Fandom

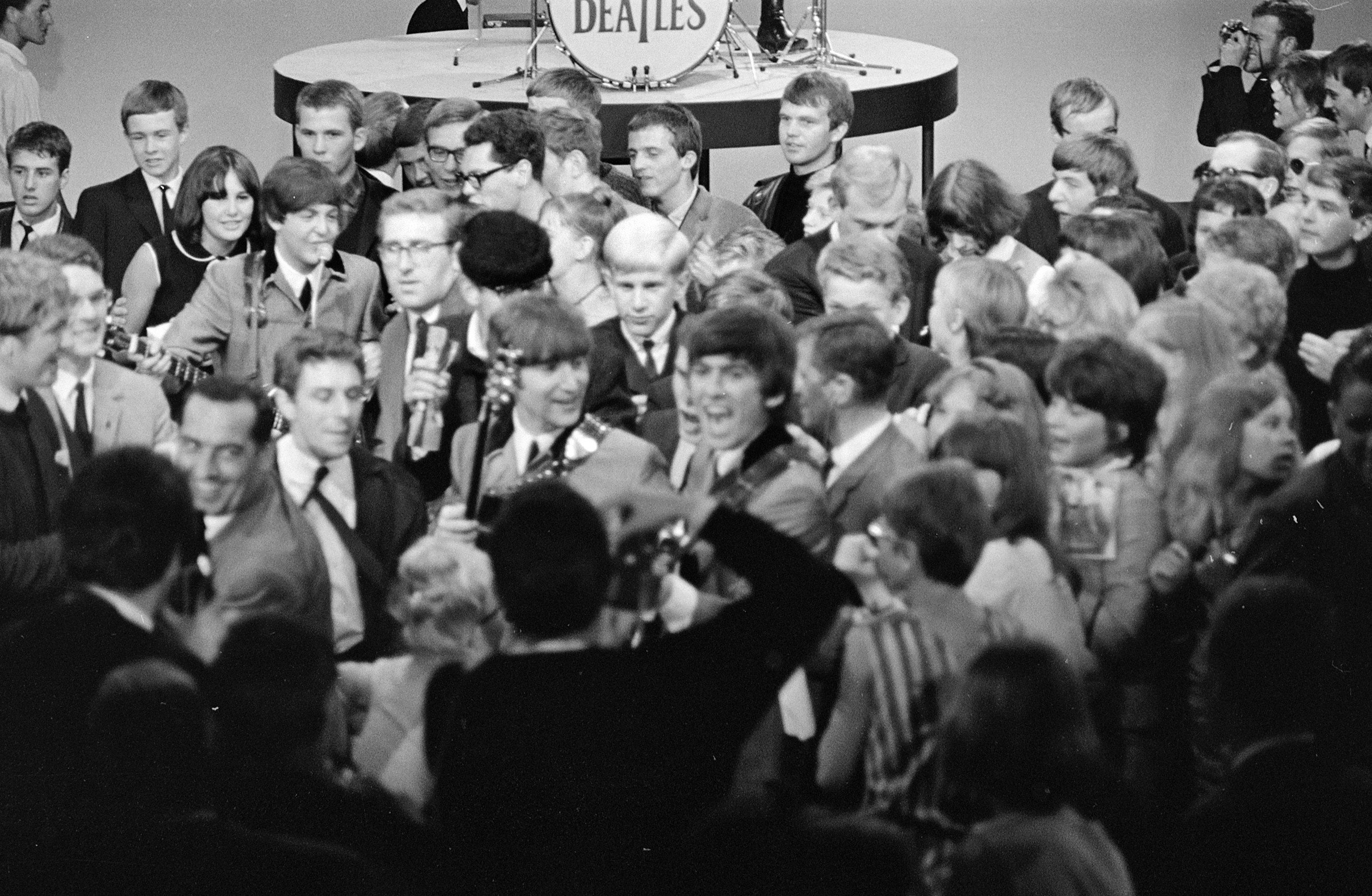
Fanes corriendo para conocer a The Beatles en Países Bajos.

Fandom (formado por la voz fan y el sufijo -dom)es un término de origen inglés que se refiere al conjunto de aficionados a algún pasatiempo, persona o fenómeno en particular. 
En español, este anglicismo puede sustituirse por otros términos equivalentes como, por ejemplo, «afición», «fanaticada» o «comunidad fan». También es válido adaptarlo simplemente con una tilde como «fándom».

## Etimología
El término fandom es un anglicismo formado por la voz fan y el sufijo -dom (que denota condición como en freedom, 'libertad', o dominio como en kingdom, 'reino') cuyo uso registrado más antiguo data de la primera década del siglo XX.

## Actividades

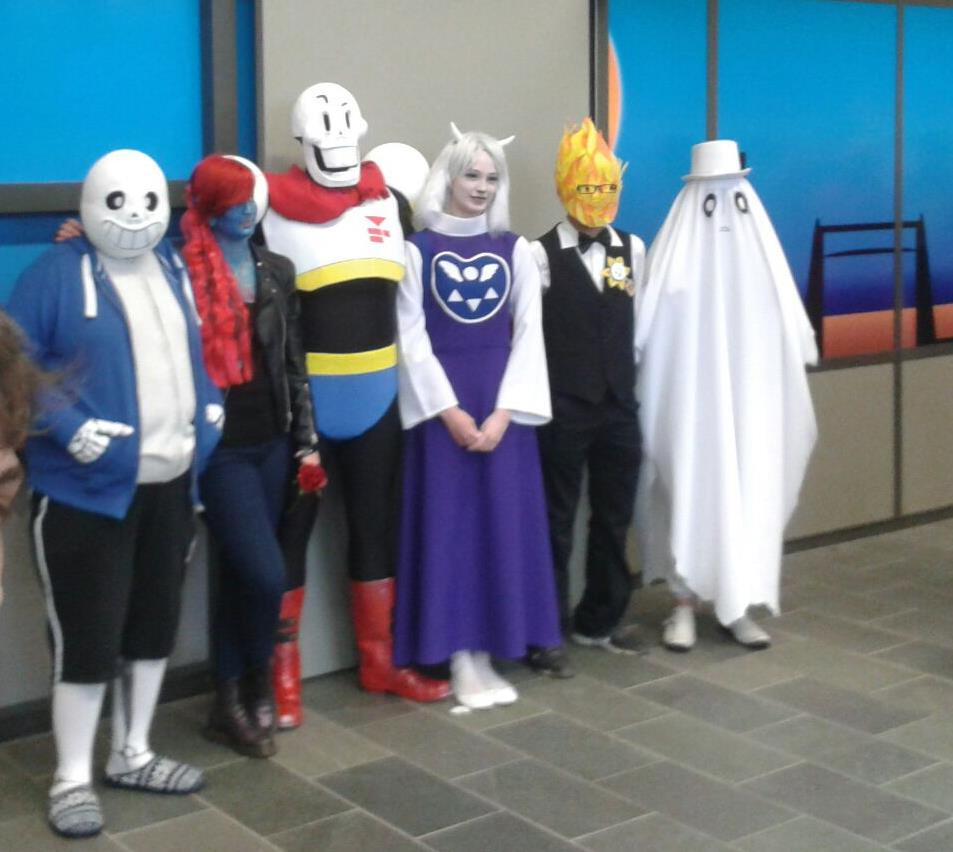
Cosplayers que representan a personajes del videojuego Undertale

Entre las actividades más comunes del fandom están el cosplay, los doujinshi japoneses o fanzines occidentales, las historias de fanfiction, el vidding, las convenciones temáticas como las Comic-Cons, los fanart, el fansub, los scanlation y el merchandising relacionado al objeto de su admiración.
Cuando el fandom de un determinado producto de ficción desarrolla una serie de contenidos no canónicos que mantienen un fuerte vínculo con la obra original y que pueden funcionar como mensaje publicitario, se habla de fanadvertising.